# Przełęcz Stolarczyka
Przełęcz Stolarczyka (słow. Stolarczykovo sedlo, niem. Stolarczykjoch, węg. Stolarczyk-hágó, ok. 2370 m n.p.m.) – przełęcz w głównej grani Tatr, położona pomiędzy Wyżnim Baranim Zwornikiem (Vyšná Barania strážnica) w masywie Baranich Rogów (Baranie rohy, 2526 m) a Małą Papirusową Turnią (Malá Čierna veža) w masywie Czarnego Szczytu (Čierny štít, 2429 m). Po północno-zachodniej stronie przełęczy znajduje się Dolina Czarna Jaworowa (Čierna Javorová dolina) – gałąź Doliny Jaworowej (Javorová dolina), a po stronie południowo-wschodniej Dolina Dzika (Veľká Zmrzlá dolina) – gałąź Doliny Kieżmarskiej (dolina Kežmarskej Bielej vody). Bezpośrednio pod przełęczą znajdują się kotlinki, stanowiące najwyższe piętra tych dolin: Czarny Bańdzioch na północnym zachodzie i Barania Kotlina na południowym wschodzie. Pomiędzy Wyżnim Baranim Zwornikiem a Przełęczą Stolarczyka wypiętrza się Barania Kazalnica.
Z Czarnego Bańdziocha prosto na Przełęcz Stolarczyka prowadzi u stóp Czarnego Szczytu i Papirusowych Turni długi, skalisto-piarżysty Szymkowy Żleb. Poniżej grani po stronie Doliny Dzikiej prowadzi natomiast długi zachód nazywany Papirusową Drabiną. U góry kończy się on w rejonie trawiastego zbocza tuż poniżej Przełęczy Stolarczyka.
Na przełęcz nie prowadzi żaden szlak turystyczny, jest ona natomiast łatwo dostępna z obu stron drogami nieznakowanymi. Stanowi najdogodniejsze połączenie Doliny Czarnej Jaworowej z Doliną Dziką, jak również daje łatwy dostęp do otaczających ją szczytów. Najlepiej dotrzeć na siodło od północnego zachodu przez Szymkowy Żleb lub od wschodu przez Papirusową Drabinę. Przejście przez przełęcz było od dawna używane przez myśliwych z Jurgowa. Nazwa przełęczy została nadana w 1902 r. przez Janusza Chmielowskiego na cześć zasłużonego taternika, księdza Józefa Stolarczyka.
Pierwsze znane wejścia:
- latem – Józef Stolarczyk, Tomasz Trausyl, przewodnicy Wojciech Gąsienica Kościelny, Wojciech Ślimak, Szymon Tatar (starszy) i Jędrzej Wala starszy, przed 17 września 1867 r.,
- zimą – Adam Karpiński i Konstanty Narkiewicz-Jodko, 4 kwietnia 1928 r.[2]